# Прент (единица измерения)
Прент — одна из древнейших земельных мер в народной метрологии.
Линейными прентами отмеряли парцелы при планировке городов при магдебургском праве. Так во Средневековом Львове длина парцела составляла один шнур, а ширина два прента. При планировке города использовали систему мер, где прент составлял 4,32 м, шнур 43,2 м.. В принятой системе мер 2700 прентов квадратных равнялись 270 шнурам или 90 моргам. Прент в Франконское лани составлял 225 на 270 локтей.
Согласно Роману Райнфусу, прент — это часть земли шириной 5,5 метров, в зависимости от длины равнялась 2-3 моргам. Три «прента» образовывали «полчверток», два полчвертка образовывали «поле», который состоял из 24 прентов, то есть имел 48-72 морга.
В Кросненском повете «прент» был равен шести моргам.
В XVII веке в Стебнике крестьяне измеряли свои земли уже не ланами или волоками, а прентами, который в то время был также поземельной единицей измерения и равнялся примерно 2 га.